# Хочкис М1930
Хочкисов митраљез модел 1930 (енгл. Hotchkiss machine gun), француски тешки митраљез масовно коришћен у Другом светском рату.

## Карактеристике

### Еволуција
Први тешки митраљез фирме Хочкис произведен је 1897: ови митраљези радили су на принципу одвођења барутних гасова у посебну гасну комору са клипом, чијим се кретањем (уназад или унапред) обављају остале потребне радње: одбрављивање затварача, извлачење и избацивање чахуре, увлачење реденика, извлачење метака, сабијање повратне опруге, убацивање метака у цев, забрављивање затварача и опаљење. Гађало се са троножног постоља, муницијом нанизаном у ткани реденик. Усавршена верзија митраљеза Хочкис М1914 (калибра 8 мм), масовно је коришћен у Првом и Другом светском рату

### Модел 1930
Хочкис модел 1930 је великокалибарски митраљез калибра 13,2 мм, на принципу позајмице барутних гасова, са ваздушним хлађењем и магацином са 30 метака. Теоријска брзина гађања је 450 метака у минуту, у пракси око 180-200 метака у минуту, почетне брзине око 800 метара у секунди. Тежина митраљеза износи 39,7 кг, а гађа се са троножног постоља. Масовно је коришћен у Другом светском рату.